# Cantonul Saint-Chély-d'Aubrac
Cantonul Saint-Chély-d'Aubrac este un canton din arondismentul Rodez, departamentul Aveyron, regiunea Midi-Pyrénées, Franța.

## Comune
- Condom-d'Aubrac
- Saint-Chély-d'Aubrac (reședință)